# Marsha P. Johnson
Marsha P. Johnson (24 tháng 8 năm 1945 – 6 tháng 7 năm 1992), tên khai sinh và còn được gọi là Malcolm Michaels Jr., là một nhà hoạt động giải phóng người đồng tính người Mỹ và tự nhận là drag queen. Johnson được biết đến rộng rãi là một người ủng hộ mạnh mẽ cho công cuộc đòi quyền LGBT ở Hoa Kỳ, một trong những nhân vật nổi bật trong cuộc Bạo loạn Stonewall vì quyền đồng tính năm 1969. Bà là một trong các thành viên sáng lập của Mặt trận Giải phóng Đồng tính (GLF), cùng Sylvia Rivera đồng tổ chức phong trào Cách mạng hành động đường phố Transvestite (S.T.A.R.).
Johnson khi còn sống là một nhân vật nổi tiếng trong bối cảnh phong trào giải phóng đồng tính và nghệ thuật bùng rổ của thành phố New York, là người mẫu cho họa sĩ Andy Warhol, người biểu diễn sân khấu cùng đoàn Hot Peaches. Sau khi qua đời cho đến ngày nay, Johnson luôn được tưởng nhớ trong nhiều thập kỷ như là sự hiện diện biểu tượng cho cộng đồng LGBT. Bà được chào đón trên đường phố Làng Greenwich, được gọi theo danh nghĩa: Thị trưởng Phố Christopher. Ngoài hoạt động vì phong trào giải phóng người đồng tính, Johnson còn hoạt động vì vượt qua HIV/AIDS, trong những năm 1987 – 1992, phong trào ACT UP với khẩu hiệu: SILENCE = DEATH (Im lặng chính là cái chết).

## Thiếu thời
Johnson chào đời với tên khai sinh là Malcolm Michaels Jr. vào ngày 24 tháng 8 năm 1945 tại Elizabeth, New Jersey, cùng sáu anh chị em khác. Cha là Malcolm Michaels Sr., một công nhân dây chuyền lắp ráp tại General Motors. Mẹ của Johnson là Alberta Claiborne, là một quản gia. Johnson bắt đầu tham dự một Giáo hội Giám nhiệm Giám lý châu Phi (AME) khi còn nhỏ và suốt đời luôn sùng đạo tôn giáo, thường quan tâm đến Công giáo, nhưng cũng tôn thờ các vị thánh theo cách cá nhân, giữ một bàn thờ riêng ở nhà. Johnson lần đầu tiên bắt đầu mặc váy từ năm tuổi nhưng phải tạm thời dừng lại do sự quấy rối của những cậu bé sống gần đó.
Về sau, trong một cuộc phỏng vấn năm 1992, Johnson mô tả là nạn nhân bị tấn công tình dục bởi một cậu bé vị thành niên. Ý tưởng công khai đồng tính là một giấc mơ của Johnson, là một điều rất khó có thể xảy ra những năm thời đó, và vì vậy Johnson đã chọn cách không hoạt động tình dục cho đến khi tới thành phố New York lúc 17 tuổi. Mẹ của Johnson cảm thấy buồn bã về con, nói rằng đồng tính luyến ái giống như thấp hơn một con chó (lower than a dog), và bà không được biết về cộng đồng LGBT. Sau khi tốt nghiệp trường trung học Edison cũ (nay là Học viện Kỹ thuật và Nghề nghiệp Thomas A. Edison) ở Elizabeth năm 1963, Johnson rời nhà đến thành phố New York với 15 đô la và một túi quần áo. Johnson kiếm sống như một bồi bàn sau khi chuyển đến Làng Greenwich năm 1966. Những năm đó, sau khi gặp gỡ những người đồng tính trong thành phố, Johnson cuối cùng cũng cảm thấy có thể công khai rộng rãi là một người đồng tính.

## Cuộc đời hoạt động nghệ thuật
Johnson ban đầu sử dụng biệt danh Black Marsha nhưng sau đó đã quyết định cái tên Drag queen: Marsha P. Johnson, chữ Johnson được lấy từ tên nhà hàng Howard Johnson's trên Đường 42, chữ P. được lấy từ cụm từ không cần bận tâm (pay it no mind) và đã sử dụng cụm từ một cách mỉa mai khi được hỏi về giới tính, nghĩa rằng đừng bận tâm. Johnson đã nói cụm từ này với một thẩm phán, và luôn được nhớ tới. Johnson thường được xác định là người đồng tính, một người đổi dạng tình dục biến trang (transvestite), như một nữ hoàng (ám chỉ Drag queen). Theo Susan Stryker, Giáo sư nghiên cứu về giới tính của con người tại Đại học Arizona, biểu hiện giới tính của Johnson có lẽ chính xác nhất được gọi là không tuân thủ giới tính (Gender variance). Johnson không bao giờ tự nhận mình là người chuyển giới, nhưng thuật ngữ này cũng không được sử dụng rộng rãi khi Johnson còn sống.

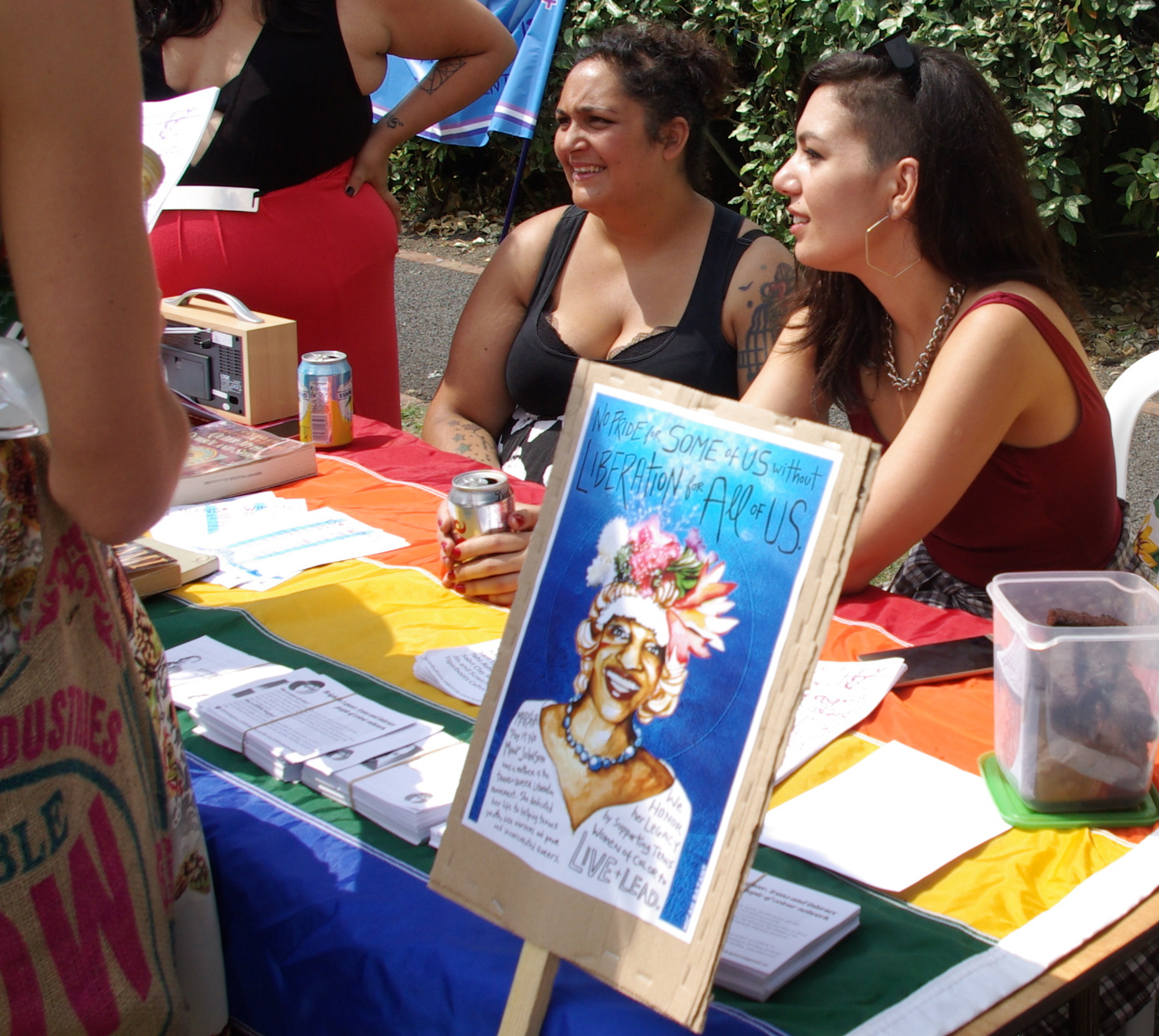
Tranh minh họa Marsha P. Johnson trong đợt diễu hành đồng tính ở Brighton, Anh năm 2014.

Phong cách hình thái drag của Johnson không quá đặc biệt về hình thứ, phần vì không đủ khả năng mua quần áo từ các cửa hàng đắt tiền. Johnson lấy những bông hoa còn sót lại, hoa tàn héo hay đã được sử dụng từ quận hoa Manhattan, kết chúng thành một vòng đội lên đầu, thường được gọi trìu mến là vương miện hoa tươi. Johnson cao, mảnh khảnh và thường mặc áo choàng thướt tha, mang váy sáng bóng, giày cao gót nhựa màu đỏ và tóc giả sáng màu, tạo nên xu hướng thu hút sự chú ý. Tiểu thuyết gia Edmund White viết trong bài viết tại The Village Voice năm 1979 của mình, "The Politics of Drag" về chủ đề đồng tính, rằng Johnson cũng thích mặc quần áo theo cách hiển thị sự xen kẽ giữa nam tính và nữ tính. Một bức ảnh nổi bật của Johnson trong bài viết này cho thấy Johnson trong bộ tóc giả và trang điểm bồng bềnh, áo sơ mi, quần parka mờ làm nổi bật trích dẫn trong tác phẩm nổi tiếng: Chính trị tình dục (Sexual Politics) của Kate Millett. White nói về Johnson: "Cô ấy vừa nam tính vừa nữ tính."
Khi nhìn lại các bản hình lưu trữ, có những cảnh quay của Johnson làm đầy đủ, quyến rũ drag trên sân khấu, và hầu hết các tác phẩm biểu diễn của Johnson tập trung về hài kịch và chính trị, tác động của phong trào giải phóng đồng tính. Những năm 70, 80, Johnson đã hát và biểu diễn như một thành viên của đoàn kịch biểu diễn drag quốc tế, như là thành viên của đoàn J. Camicias, Hot Peaches, từ năm 1972 đến các chương trình trong những năm 1990. Khi The Cockettes, một đoàn kịch drag tương tự đến từ San Francisco tới Bờ Đông, Johnson cũng đã biểu diễn cùng họ. Năm 1973, Johnson đã diễn vai Nữ hoàng Digan (The Gypsy Queen) trong sản phẩm của các Thiên thần (Angel's production), vai Phép lạ mê hoặc về Sao chổi Kohoutek. Năm 1975, Johnson được chụp ảnh bởi nghệ sĩ nổi tiếng Andy Warhol, như một phần của loạt phim Polaroids Quý bà và quý ông. Năm 1990, Johnson biểu diễn với The Hot Peaches ở London. Trong những năm này, là một nhà hoạt động vì HIV/AIDS, Johnson cũng xuất hiện trong sản phẩm The Heat năm 1990, hát bài hát Love, đặc biệt khi đeo nút ACT UP: SILENT = DEATH.

## Bạo loạn Stonewall và các hoạt động khác
Từ lúc chuyển tới thành phố New York, đồng thời làm việc, Johnson dành cả đời cho các hoạt động cùng cộng đồng LGBT. Johnson là một trong những Drag queen đầu tiên đến Stonewall Inn, sau khi họ bắt đầu cho phép phụ nữ và Drag queen vào trong. Trước đó, đây là quán bar chỉ dành cho những người đồng tính nam. Tình hình mâu thuẫn xã hội về đồng tính bắt đầu gia tăng. Vào sáng sớm ngày 28 tháng 6 năm 1969, Bạo loạn Stonewall đã xảy ra. Hai đêm đầu tiên, bạo loạn đầu tiên diễn ra dữ dội nhất, các cuộc đụng độ với cảnh sát dẫn đến một loạt diễn biến biểu tình tự phát và diễu hành qua các khu phố đồng tính của Làng Greenwich trong khoảng một tuần sau đó.
Johnson cùng với Zazu Nova và Jackie Hormona những người biểu tình Stonewall được David Carter phỏng vấn và ký sự ghi lại trong cuốn sách của ông, Stonewall: The Riots That Sparked the Gay Revolution. Đây là ba cá nhân được biết đến như là những người tiên phong, đẩy lùi chống lại cảnh sát trong cuộc nổi dậy. Johnson đã phủ nhận là người bắt đầu cuộc nổi dậy. Gần 20 năm sau, năm 1987, Johnson kể lại rằng đã đến Stonewall vào khoảng 2:00 sáng, khi mà cuộc bạo loạn đã và đang diễn ra, tòa nhà Stonewall bốc cháy sau khi cảnh sát tiến hành đốt. Báo cáo ghi chép cuộc bạo loạn đã miêu tả rằng, cuộc bạo loạn bắt đầu vào khoảng 1:20 sáng hôm đó trong cuộc mâu thuẫn, sau khi Stormé DeLarverie hành động chống lại viên cảnh sát địa phương đã cố gắng bắt giữ cô.
Vào đêm đầu tiên, Johnson đã ném kính vào gương trong quán bar bị đốt cháy, thúc đẩy hoạt động của nhóm cộng đồng LGBT. Có nhiều ý kiến về lúc ban đầu của cuộc bạo loạn. Có ý kiến cho rằng, Johnson đã hành động nổi trội và mạnh mẽ, tuy nhiên không thể xác minh. Vụ việc xác minh Johnson ném kính cũng đã bị tranh cãi nặng nề. Trong tác phẩm của mình, David Carter viết, Johnson đã ném gạch vào một sĩ quan cảnh sát. Nhiều người đã chứng thực rằng vào đêm thứ hai, Johnson đã trèo lên một cột đèn và thả một cái túi gạch xuống một chiếc xe cảnh sát, làm vỡ kính chắn gió.
Sau cuộc Bạo loạn Stonewall, Johnson đã tham gia Mặt trận Giải phóng Đồng tính (GLF) và tham gia cuộc biểu tình Giải phóng Đồng tính phố Christopher lần thứ nhất vào tháng 6 năm 1970, kỷ niệm một năm sau Bạo loạn Stonewall. Tháng 8 năm 1970, một cuộc đối thoại trực tiếp của Johnson về chủ đề ủng hộ giải phóng người đồng tính diễn ra tại Hội trường Weinstein, Đại học New York cùng với các thành viên GLF, một trong những hành động trực tiếp đáng chú ý của Johnson. Không lâu sau đó, Johnson và người bạn thân Sylvia Rivera đã đồng sáng lập tổ chức Cách mạng hành động đường phố Transvestite (S.T.A.R.). Hai người họ đã trở thành một biểu tượng hữu hình tại các cuộc tuần hành phong trào giải phóng đồng tính và các hành động chính trị cấp tiến khác. Năm 1973, Johnson và Rivera đã bị chính quyền cấm tham gia vào cuộc diễu hành cộng đồng của cộng đồng đồng tính. Phản ứng của Johnson là diễu hành một cách đầy thách thức. Trong một cuộc biểu tình vì quyền của người đồng tính tại Tòa thị chính New York vào đầu những năm 70, với những tấm ảnh được chụp bởi Diana Davies, một phóng viên đã hỏi Johnson tại sao nhóm này biểu tình, Johnson đã hét vào micro: Darling, bây giờ tôi muốn quyền đồng tính của mình!.
Những năm này, Johnson đã phải đối mặt với các sĩ quan cảnh sát nhiều lần ở New York. Khi cảnh sát thực hiện vụ bắt giữ, Johnson đã đánh họ bằng một chiếc túi xách, trong đó có hai viên gạch. Khi được thẩm phán yêu cầu giải thích, Johnson tuyên bố rằng đang cố gắng đảm bảo đủ tiền cho bia mộ cho chồng của mình. Trong thời gian này, hôn nhân cùng giới là bất hợp pháp tại Hoa Kỳ, thẩm phán đã hỏi chuyện gì đã xảy ra với người chồng bị cáo, Johnson trả lời: Lợn bắn anh ta (Pig shot him). Johnson bị bị kết án 90 ngày tù vì vụ tấn công, cuối cùng luật sư của Johnson đã thuyết phục và chuyển sang giam trong Bệnh viện Bellevue.

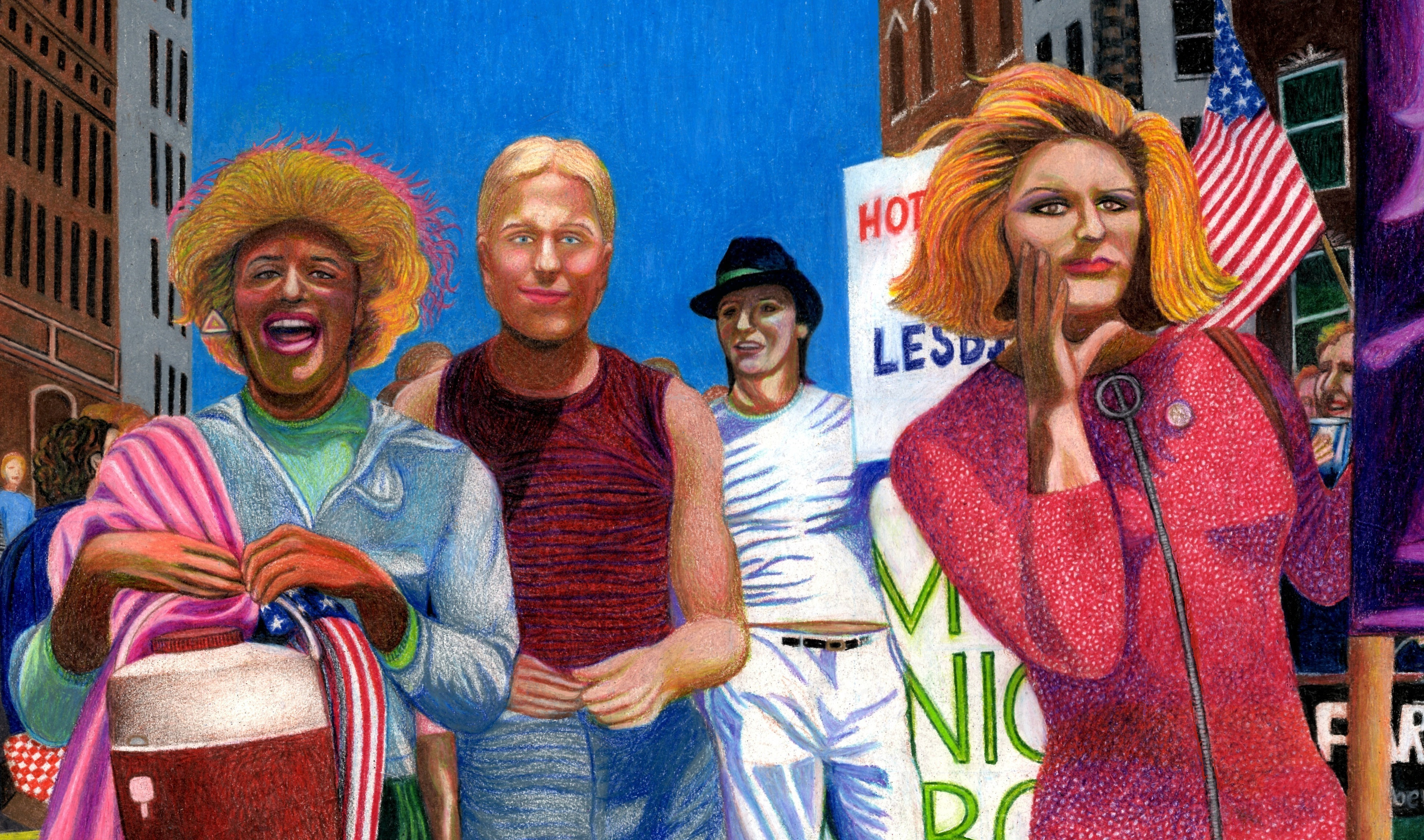
Tranh vẽ Marsha P. Johnson, Joseph Ratanski và Sylvia Rivera trong Cuộc diễu hành giải phóng đồng tính NYC năm 1973 của họa sĩ Gary LeGault.

Sau đó, cùng Rivera, Johnson đã thành lập Nhà Transvestite (STAR), nơi trú ẩn cho những đứa trẻ đồng tính và chuyển giới vào năm 1972, trả tiền thuê nhà bằng tiền mà họ làm công nhân tình dục. Johnson một thời gian dài đã cố gắng làm việc để cung cấp thực phẩm, quần áo, hỗ trợ tình cảm và ý thức về gia đình cho các Drag queen trẻ, phụ nữ chuyển giới, những người không tuân thủ giới tính và những đứa trẻ đường phố đồng tính khác sống ở bến cảng phố Christopher, rồi cả Lower East Side của New York.
Trong những năm 1980, Johnson tiếp tục đóng vai trò tích cực trong hoạt động biểu tình đường phố với tư cách là một nhà tổ chức và người đáng kính với phong trào ACT UP. Năm 1992, khi đài tưởng niệm Stonewall của George Segal được chuyển đến phố Christopher từ Ohio để đẩy mạnh phong trào giải phóng đồng tính, Johnson đã bình luận: Có bao nhiêu người đã chết để khiến cho hai bức tượng nhỏ này được đưa vào công viên, để nhận ra người đồng tính? Bao nhiêu năm nữa thì con người thấy được rằng tất cả chúng ta đều là anh chị em, đều là loài người? Ý tôi là mọi người phải mất bao nhiêu năm để thấy rằng tất cả chúng ta trong cuộc đua chuột cùng nhau.
Jonshon đã có nhiều phát biểu về lĩnh vực mà mình theo đuổi, vì công cuộc giải phóng người LGBT. Có thể kẻ đến những câu nói của bà như: Tôi không là ai, không ai, từ không chỗ nào, cho đến khi tôi trở thành Drag queen; Tôi có thể bị điên, nhưng điều đó không làm tôi sai; Chúng tôi muốn thấy tất cả những người đồng tính có cơ hội bình đẳng, như những người thẳng thắn ở Mỹ. Chúng tôi tin vào việc nhặt một khẩu súng và bắt đầu một cuộc cách mạng nếu cần thiết; Bạn không bao giờ hoàn toàn có quyền của mình, một mình bạn, cho đến khi tất cả các bạn có quyền của mình; Khi mà người của tôi không có quyền của họ trên khắp nước Mỹ, không có lý do gì để ăn mừng; Mọi người đã mất bao nhiêu năm để nhận ra rằng tất cả chúng ta đều là anh chị em và loài người trong con đường của loài người?.

## Sức khỏe, tinh thần và cái chết

Lá cờ đại diện LGBTQ+.

Đến ở New York từ năm 1966, Johnson sống trên đường phố bằng quan hệ tình dục sinh tồn. Liên quan đến hoạt động mại dâm, Johnson kể rằng đã bị bắt hơn 100 lần và cũng bị bắn một lần vào cuối những năm 1970. Những năm đó, Johnson suy sụp tinh thần. Theo Bob Kohler – người hoạt động vì quyền đồng tính, Johnson đã đi bộ trần truồng trên phố Christopher và được đưa đi điều trị bằng chlorpromazine, một loại thuốc chống loạn thần. Khi trở về, Johnson trở lại bình thường.
Trong đời mình, Johnson đôi khi giận dữ, bạo lực có thể nổi lên khi Johnson trầm cảm hoặc bị căng thẳng nghiêm trọng. Trong những khoảnh khắc khi trạng thái bạo lực của Johnson nổi lên, theo một người quen Robert Heide, Johnson có thể hung hăng và nóng tính, nói với giọng trầm, có thể trở thành một người đàn ông độc ác, xấu xa, tìm cách chiến đấu. Tính cách kép này của Johnson đã được mô tả là tính cách tâm thần phân liệt. Khi điều này xảy ra, Johnson thường đánh nhau và nhập viện, bạn bè sẽ phải tổ chức và quyên tiền để bảo lãnh Johnson ra khỏi tù.
Johnson qua đời ngày 6 tháng 7 năm 1992, khi 46 tuổi. Ngay sau cuộc Diễu hành đồng tính năm 1992, thi thể của Johnson được phát hiện trôi nổi trên sông Hudson. Cảnh sát ban đầu cho rằng cái chết là tự sát, nhưng bạn bè của Johnson và các thành viên khác trong cộng đồng địa phương khẳng định Johnson không tự tử và lưu ý rằng phần sau đầu của Johnson có một vết thương lớn. Nhiều người cho rằng, có thể Johnson đã bị ảo giác và đi xuống sông, hoặc có thể đã nhảy xuống sông để trốn những kẻ quấy rối, nhưng Johnson không bao giờ tự tử. Cho đến nay, nguyên nhân cái chết của Johnson chưa được xác định.
Theo các cuộc điều tra, nhân chứng đã nhìn thấy một người dân trong khu phố đánh nhau với Johnson vào ngày 4 tháng 7 năm 1992. Những người dân địa phương khác cho rằng cơ quan pháp luật không quan tâm đến việc điều tra cái chết của Johnson, nói rằng vụ này là về một người đàn ông da đen đồng tính và không điều tra cụ thể vào thời điểm đó. Johnson được hỏa táng sau một đám tang tại nhà thờ địa phương, những người bạn đã thả tro cốt của Johnson qua sông. Vào tháng 12 năm 2002, một cuộc điều tra của cảnh sát đã phân loại lại nguyên nhân cái chết của Johnson từ tự sát thành không xác định.
Gần đây, cựu chính trị gia New York Tom Duane đã hoạt động quyết liệt để mở lại vụ án, lấy lý do rằng thông thường khi có một người chết vì tự tử, người này thường để lại những câu nói. Johnson đã không để lại lời nhắn nào. Tháng 11 năm 2012, nhà hoạt động Mariah Lopez đã góp phần khiến Sở cảnh sát New York mở lại điều tra vụ án như một vụ có thể là giết người.
Vào năm 2016, Victoria Cruz của Dự án Chống Bạo lực cũng đã cố gắng mở lại vụ án của Johnson, tiếp cận các tài liệu. Cô đã tìm kiếm các cuộc phỏng vấn mới với các nhân chứng, bạn bè, các nhà hoạt động khác và cảnh sát đã làm việc trong vụ án.

## Tưởng nhớ
Từ đầu thế kỷ XXI đến nay, có nhiều di sản tưởng nhớ Marsha P. Johnson, như là một biểu tượng đáng kính của cộng đồng LGBT thế giới.
Năm 2012, bộ phim tài liệu Pay It No Mind – The Life and Times of Marsha P. Johnson có rất nhiều phân đoạn từ cuộc phỏng vấn năm 1992 với Johnson, được quay ngay trước khi Johnson qua đời. Nhiều người bạn của Johnson từ Làng Greenwich được phỏng vấn cho bộ phim tài liệu.
Johnson được chọn là một nhân vật trong phim truyền hình giả tưởng dựa trên thực tế, gồm Stonewall (2015), Otoja Abit đóng vai Johnson và Happy Birthday, Marsha! năm 2016, Mya Taylor đóng vai Johnshon. Cả hai bộ phim đều có kịch bản sáng tạo lấy cảm hứng từ Bạo loạn Stonewall 1969.
Năm 2017, phim tài liệu The Death and Life of Marsha P. Johnson, hướng tới ủng hộ Victoria Cruz, người phụ nữ chuyển giới đang thực hiện Dự án Chống bạo lực, cũng như điều tra nguyên nhân cái chết của Johnson. Giống như phim tài liệu Pay It No Mind, bộ phim tài liệu 2017 này dựa trên ghi chép và phỏng vấn thực tế.
Nghệ sĩ thành phố New York là Anohni đã tổ chức nhiều cuộc biểu diễn tưởng nhớ Johnson, thực hiện bao gồm ban nhạc baroque pop Antony and the Johnsons (được đặt tên theo danh tính của Johnson), một vở kịch năm 1995 về Johnson, là The Ascension of Marsha P. Johnson (sự thăng thiên).
Drag queen nổi danh RuPaul đã luôn gọi Johnson là người truyền cảm hứng, tưởng nhớ về bà như là the true Drag Mother (người Mẹ của drag). Trong một tập của chương trình truyền hình thực tế RuPaul's Drag Race năm 2012, RuPaul đã nói với các thí sinh rằng: Johnson đã mở đường cho tất cả chúng ta.
Năm 2018, The New York Times xuất bản một cáo phó muộn cho Johnson.
Năm 2019, tại Dallas, Texas, nhân dịp kỷ niệm 50 năm Bạo loạn Stonewall 1969, một bức tranh tường lớn vẽ mô tả Johnson và Sylvia Rivera đã được trưng bày tại. Bức tranh vẽ hai người tiên phong của phong trào đòi quyền của người đồng tính trước lá cờ của người chuyển giới (Transgender flags). Đây được xem là bức tranh tường lớn nhất thế giới nhằm tôn vinh cộng đồng người chuyển giới.
Vào ngày 30 tháng 5 năm 2019, cộng đồng chuyển giới thông báo rằng Johnson và Sylvia Rivera sẽ được vinh danh với các di tích tại Làng Greenwich, gần địa điểm của câu lạc bộ Stonewall. Việc xây dựng dự kiến sẽ hoàn thành vào năm 2021. Những di tích của Johnson và Rivera sẽ là nơi đầu tiên trên thế giới tôn vinh các nhà hoạt động vì cộng đồng LGBT.

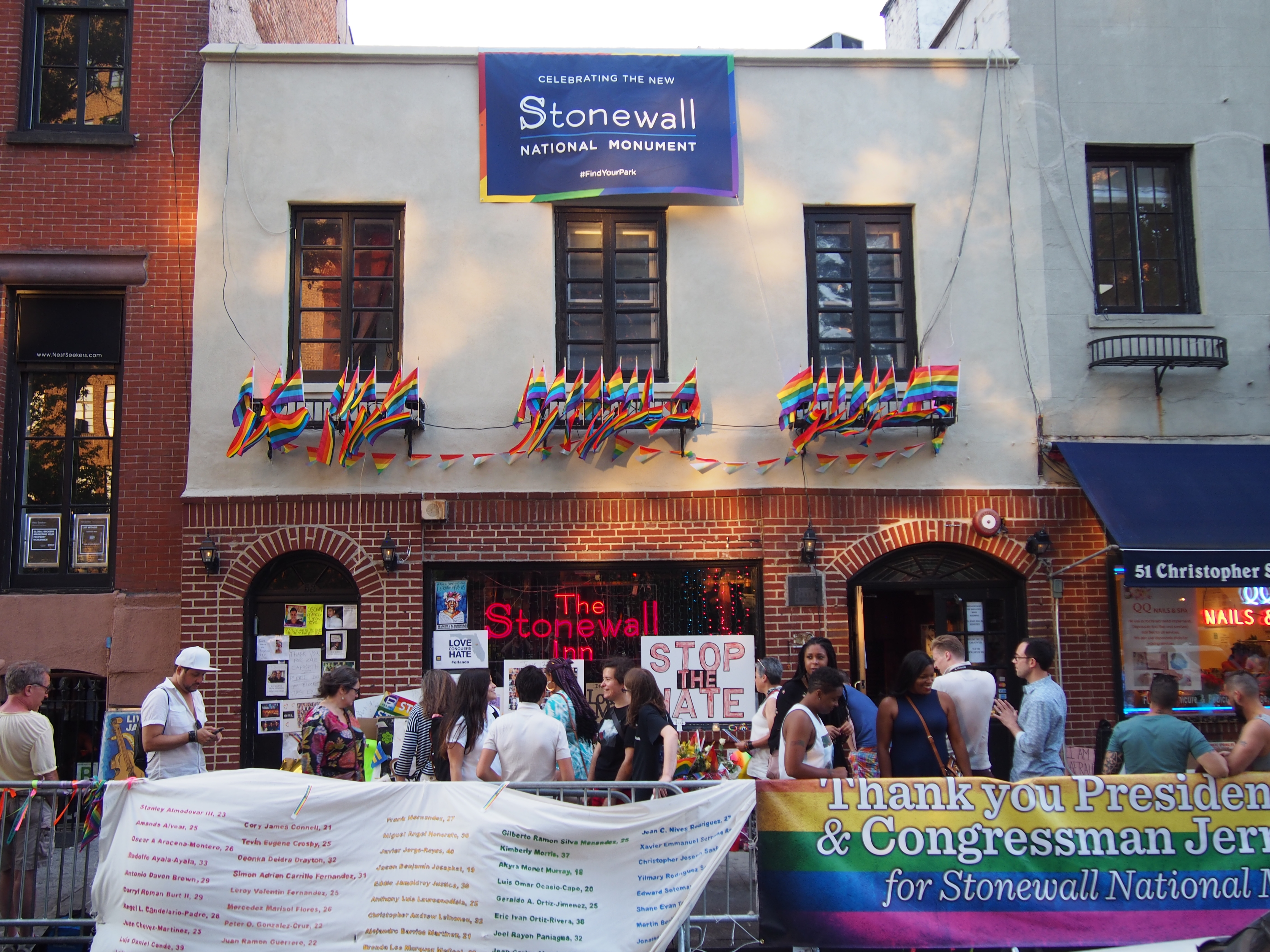
Ảnh năm 2016 buổi tưởng niệm sự kiện Stonewall 1969.

Vào ngày 31 tháng 5 năm 2019, tại phố Houston, thành phố New York, sự kiện Stonewall 50 – WorldPride NYC 2019 được tổ chức. Các nghệ sĩ queer đường phố là Homo Riot và Suriani đã tạo ra một bức tranh tường dành riêng cho sự kiện, có nhiều hình ảnh của Johnson.
Vào tháng 6 năm 2019, Johnson là một trong 50 người tiên phong, người ký ức và người anh hùng của Mỹ được giới thiệu trên Bức tường danh dự LGBTQ Quốc gia Hoa Kỳ (National LGBTQ Wall of Honor) trong Đài tưởng niệm Stonewall Quốc gia (SNM) tại thành phố New York. SNM là tượng đài quốc gia đầu tiên của Hoa Kỳ dành riêng cho quyền và lịch sử LGBTQ, được khánh thành trong lễ kỷ niệm 50 năm của cuộc bạo loạn Stonewall.
Vào ngày 1 tháng 2 năm 2020, Thống đốc Andrew Cuomo của tiểu bang New York quyết định đổi tên Công viên sông Đông ở Brooklyn thành Công viên Marsha P. Johnson (Marsha P. Johnson State Park) để vinh danh Johnson. Đây sẽ là công viên tiểu bang New York đầu tiên được đặt theo tên của một người LGBT.
Ngày 30 tháng 6 năm 2020, Google tưởng nhớ Johnson tại Google Doodle.